# Avenida Andrés Bello
La Avenida Andrés Bello es una importante avenida localizada en el Municipio Libertador, al oeste del Distrito Metropolitano de Caracas, y al norte del país sudamericano de Venezuela. Recibe su nombre en honor del escritor y diplomático caraqueño Andrés Bello, quien además fuese maestro del Libertador Simón Bolívar.

## Descripción
Conecta la Avenida Urdaneta y Avenida Libertador con la Avenida Los Jabillos. Atraviesa la Plaza Andrés Bello, el Centro Andrés Bello y el Centro Diagnóstico Integral Andrés Bello (lo que en los años 70 fue la Tienda por Departamentos VAM y, en los 80, la Proveeduría OCP). En su recorrido se encuentran el Colegio San Francisco de Sales, el Mercado Guaicaipuro, la fundación Niño Simón, la antigua Torre BFC, la Contraloría General de la República, el edificio Las Fundaciones (donde funciona actualmente el Ministerio de Alimentación), los edificios Andrés Bello y Columbia, Residencias Boyacá, Residencias Parque Junín, el edificio Olimpo, la Hermandad Gallega de Caracas, el parque Arístides Rojas, la policlínica Méndez Gimón, el Colegio Cervantes, la iglesia la Chiquinquirá, el Colegio San Antonio de la Florida y el Hospital Ortopédico Infantil. 
Conecta con diversas calles y avenidas, como: Calle Santa Rosa, Calle San Julián, Avenida Trujillo, Avenida principal de Maripérez, Avenida Santiago de Chile, Avenida La Salle, Calle Buenos Aires, Avenida Las Palmas, Avenida las Acacias, Avenida Los Samanes, entre otras.

## Sectores
Atraviesa diversos sectores de Caracas, a saber:
- San Bernardino
- La Candelaria (este)
- Guaicaipuro
- Maripérez
- Los Caobos
- Colina de Los Caobos (La Colina)
- Las Palmas
- La Florida